# Condado de Gimonde
El condado de Gimonde fue un título nobiliario creado por Carlos III en 1776 para favorecer a Juan Antonio Cisneros de Castro y de la Barrera, regidor perpetuó de la ciudad de Santiago y Señor del Coto de Gimonde, Torre de Couso, del Pazo de Anzobre y del Castillo de Mirón. El condado recibe el nombre por la aldea de Gimonde (San Miguel de Sarandón, Vedra).

## Listado de condes de Gimonde
- Juan Antonio Cisneros de Castro y de la Barrera, I conde de Gimonde (1776-1798).[2]
- Pedro Cisneros de Castro y Ulloa, II conde de Gimonde (1798-1824).
- Jacoba Cisneros de Puga, III condesa de Gimonde (1824-1860).

## Historia
Carlos III, ya premiara a Cisneros de Castro con el Vizcondado de Soar, por decreto dado en el Palacio Real de El Pardo el 14 de enero de 1766, concediéndole el título de Conde de Gimonde. Cisneros de Castro casó con Manuela de Ulloa y Cadórniga, falleciendo el 20 de diciembre de 1798, con 77 años. 
El segundo titular fue su hijo Pedro Cisneros de Castro y Ulloa, nacido el 2 de diciembre de 1770, y que fue miembro de la Junta Suprema del Reino de Galicia que se formó en La Coruña en 19808, en la Guerra de Independencia, como regidor de Santiago, y que representó al reino de Galicia en la Junta Suprema Central que se reunió en Aranjuez y Sevilla (del 23 de septiembre de 1808 al 30 de enero de 1810) para gobernar España durante el cautiverio de Fernando VII, y participando en las Cortes de Cádiz en representación de Galicia. 
Pedro de Cisneros fue un importante mecenas que protegió al arquitecto Melchor de Prado y a su hermano y escultor Manuel de Prado, al pintor Plácido Fernández y a otros artistas gallegos de su época. Apoyó a la Real Sociedad Económica de Amigos del País de Santiago, que fue fundada en 1774, y creó en 1805 una escuela gratuita de dibujo para promocionar la pintura gallega. 
Se casó con Agustina de Puga y Araújo con la que tuvo una única hija, Jacoba de Castro y Puga. Falleció en Santiago el 12 de julio de 1824, a los 53 años de edad.
La hermana de Pedro, María del Carmen Cisneros de Castro y Ulloa, estuvo casada con Pedro Martín Cermeño y García de Paredes (1722-1790), ingeniero militar, Gobernador de Orán, Capitán General de Galicia y presidente de su Real Audiencia (1778-1784) que fue autor del proyecto de las Casas de Paredes, que configuran parte de la fachada marítima de La Coruña. El matrimonio tuvo un hijo, Jacobo Cermeño Cisneros, primo de Jacoba Cisneros de Puga pero que murió antes que Jacoba, a quien dejó heredera de todos sus bienes (y que fue tercera y última titular del condado de Gimonde).
Jacoba Cisneros de Puga, la Condesa de Gimonde, vivió en Santiago en su pazo y continuó la labor de su padre como mecenas y también apoyando la causa carlista. La condesa y su marido José María Bermúdez Acevedo, señor de Ramiráns y Villardefrancos, así como regidor perpetuo de Ferrol, fueron de los más fervientes partidarios gallegos del carlismo. En 1836 José María trató de organizar las milicias gallegas para proclamar al Duque de Molina, al infante Carlos María Isidro de Borbón (hermano de Fernando VII) como rey de España, en perjuicio de su sobrina, la reina Isabel II. El marido de la Condesa fue presidente de la Junta Superior que, en 1836, constituyeron los carlistas en la Coruña, al comienzo de la primera guerra carlista, para dirigir las milicias gallegas, y la propia condesa financiaba la causa. Según algunos autores, la condesa escondía armas en los colchones que enviaba a los milicianos carlistas y confeccionaba piezas para los facciosos, hasta el punto de que se dice que fue inventora de la boina roja, que según la tradición procede de Galicia.
Jacoba falleció el 9 de abril de 1860 sin descendencia, dejó como heredero universal a su primo segundo el coronel Manuel María Puga Feijoo. Puga recibió junto con sus propiedades gran parte del poder político que los condes ostentaban. Su hijo Luciano Puga Blanco fue alcalde de Santiago de Compostela, diputado en tres ocasiones y senador en dos, apoyando al Partido Conservador de Antonio Cánovas del Castillo, durante la Restauración. Aunque fue Puga el heredero de Jacoba, esta respeta los derechos hereditarios de su primo hermano Manuel Puga Sarmiento.
Décadas después de la desaparición del título de Condes de Gimonde, a mediados del siglo XX, los propietarios del Pazo de Ximonde Santiago Puga Sarmiento y su mujer María Carrasco se referían a sí mismos como Condes de Gimonde, aún cuando este título ya no existía.

## Escudo de armas
El escudo adoptado por el Conde de Gimonde contiene once cuarteles, donde se ven las armas de diez de los linajes de sus antepasados, en el centro el jaquelado de quince piezas, ocho de oro y siete de gules, que es el blasón del linaje Cisneros, armas que también figuran destacadas en el escudo y que adornan la fachada del palacio que los Condes de Ximonde de Santiago.

## Patrimonio
Los condes de Gimonde fueron propietarios de numerosos pazos y casas señoriales repartidos por la geografía gallega.
- Pazo de los Condes de Ximonde en Santiago, en el municipio de Santiago de Compostela.
- Pazo de Gimonde, en el municipio de Vedra.
- Pazo de Anzobre, en el municipio de Arteijo.
- Pazo de Meréns, en el municipio de Cortegada.
- Torre de Couso, en el municipio de La Estrada.
- Pazo de los Condes de Ximonde en Cuntis, en el municipio de Cuntis.